# Farmington (Arkansas)
Farmington é uma cidade localizada no estado americano de Arkansas, no Condado de Washington.

## Demografia
Segundo o censo americano de 2000, a sua população era de 3605 habitantes.
Em 2006, foi estimada uma população de 4643, um aumento de 1038 (28.8%).

## Geografia
De acordo com o United States Census Bureau, a localidade tem uma área de 12,4 km², sem área coberta por água.

## Localidades na vizinhança
O diagrama seguinte representa as localidades num raio de 16 km ao redor de Farmington.